# Blow in the Wind
Blow In The Wind è il terzo album della cover band statunitense Me First and the Gimme Gimmes pubblicato per la Fat Wreck Chords nel 2001. Questo album è fatto di cover di canzoni degli anni sessanta di artisti come Bob Dylan e Cat Stevens.

## Tracce
1. Blowin' in the Wind - 1:44 - (Testo originale: Bob Dylan) - (Musiche originali: NOFX - A Perfect Government)
2. Sloop John B - 2:09 - (Testo originale: The Beach Boys) - (Musiche originali: Ramones - Teenage Lobotomy)
3. Wild World - 2:30 - (Testo originale: Cat Stevens) mp3
4. Who Put the Bomp (In The Bomp, Bomp, Bomp) - 2:00 - (Testo originale: Barry Mann)
5. Elenor - 2:33 - (Testo originale: The Turtles) - (Musiche originali: The Clash - London Calling)
6. My Boyfriend's Back - 2:10 - (Testo originale: The Angels)
7. All my Loving - 1:54 - (Testo originale: The Beatles)
8. Stand by Your Man - 2:01 - (Testo originale: Tammy Wynette)
9. San Francisco (Be Sure To Wear Flowers In Your Hair) - 1:48 - (Testo originale: Scott McKenzie) - (Musiche originali: Bad Religion - Stranger than Fiction)
10. I Only Want to Be With You - 2:12 - (Testo originale: Dusty Springfield) - (Musiche originali: Fang - The Money Will Roll Right In)
11. Runaway - 1:57 - (Testo originale: Del Shannon)
12. Will You Love Me Tomorrow - 2:06 - (Testo originale: The Shirelles) - (Musiche originali: Lagwagon - Makin' Friends)
13. Different Drum - 2:31 - (Testo originale: Linda Ronstadt) - (Musiche originali: Graham Coxon - Gimme Some Love)

## Formazione
- Spike Slawson - voce
- Joey Cape - chitarra
- Chris Shiflett - chitarra
- Fat Mike - basso, voce
- Dave Raun - batteria